# (35081) 1990 QT8
1990 QT8 (asteroide 35081) é um asteroide da cintura principal. Possui uma excentricidade de 0.16252680 e uma inclinação de 4.10387º.
Este asteroide foi descoberto no dia 16 de agosto de 1990 por Eric Walter Elst em La Silla.